# Marc Sergeant
Pour les articles homonymes, voir Sergeant.
Marc Sergeant (né le 16 août 1959 à Alost) est un ancien coureur cycliste belge. Après sa carrière de coureur, il a été manager de l'équipe Lotto-Soudal jusqu’en 2021.

## Biographie
Professionnel de 1981 à 1996, il a notamment été champion de Belgique sur route en 1986 et vainqueur d'étape sur le Tour de France 1987.
Après sa retraite de coureur, Marc Sergeant est devenu directeur adjoint, puis directeur sportif des équipes Mapei-Quick Step, Domo-Farm Frites, Lotto-Domo, Davitamon-Lotto, Predictor-Lotto et Omega Pharma-Lotto. Il est à la tête de l'équipe Lotto-Soudal jusqu'à la fin de l'année 2021.

## Palmarès

### Palmarès amateur
- 1980
  - Prologue du Tour du Limbourg amateurs
  - 4e étape des Quatre jours du Hainaut occidental
  - 2e des Quatre jours du Hainaut occidental
- 1981
  -  Champion de Belgique sur route amateurs
  - Trophée Het Volk amateurs
  - 2e du Circuit du Hainaut
  - 2e de la Course des chats
  - 3e des Quatre jours du Hainaut occidental
  - 3e de Bruxelles-Opwijk
  - 3e de Bruxelles-Zepperen

### Palmarès professionnel
- 1982
  - 5eb étape des Quatre Jours de Dunkerque
  - Tour d'Andalousie :
    - Classement général
    - 3e étape

  - 2e du Grand Prix Eddy Merckx
  - 7e de Paris-Roubaix
- 1983
  - 2e du championnat de Belgique sur route
  - 3e du Tour des Flandres
- 1984
  - 5e étape du Tour de Suisse
  - 3e d'À travers la Belgique
  - 3e du Grand Prix Eddy Merckx
  - 3e du Tour de Belgique
- 1985
  - 2e de Kuurne-Bruxelles-Kuurne
  - 3e de la Course des raisins
- 1986
  -  Champion de Belgique sur route
  - 3e étape de l'Étoile de Bessèges
  - 2e du Samyn
  - 2e de l'Étoile de Bessèges
  - 2e du Tour de Belgique
  - 7e de Paris-Roubaix
- 1987
  - 2e étape du Tour des Pays-Bas
  - 5e étape du Tour de France
  - 2e du Tour des Pays-Bas
  - 3e du Grand Prix E3
  - 7e de Paris-Roubaix
  - 9e du Circuit Het Volk
- 1988
  - Course des raisins
  - 6e étape du Tour des Pays-Bas
  - 5e de Paris-Roubaix
- 1989
  - 3e du Grand Prix E3
- 1990
  - 2e du Omloop van de Westkust
  - 3e d'À travers la Belgique
- 1991
  - 8e de Paris-Roubaix
- 1992
  - 4e étape du Tour de France (contre-la-montre par équipes)
- 1993
  - 7e de Paris-Roubaix
- 1994
  - 2e d'À travers la Belgique

## Résultats sur les grands tours

### Tour de France
12 participations
- 1984 : 48e
- 1985 : 59e
- 1986 : abandon (17e étape)
- 1987 : abandon (19e étape), vainqueur de la 5e étape
- 1988 : 33e
- 1989 : 61e
- 1990 : 62e
- 1991 : 81e
- 1992 : 86e
- 1993 : 69e
- 1994 : abandon (20e étape)
- 1995 : non-partant (4e étape)

### Tour d'Italie
1 participation
- 1983 : 32e

## Distinction
- Vélo de cristal du meilleur directeur sportif en 2010